# Trójskrzyn
Trójskrzyn, kodieum, kroton (Codiaeum) – rodzaj roślin z rodziny wilczomleczowatych. Należy do niego 17 gatunków krzewów występujących na wyspach Pacyfiku i w Azji południowo-wschodniej. Niektóre gatunki, zwłaszcza trójskrzyn pstry Codiaeum variegatum należą do najpopularniejszych roślin doniczkowych. Nazwa handlowa „kroton” stosowana w odniesieniu do trójskrzyna pstrego jest niefortunna, bowiem myli się z rodzajem krocień Croton, też z rodziny wilczomleczowatych, którego przedstawiciele spotykani są w całej strefie równikowej.

## Systematyka

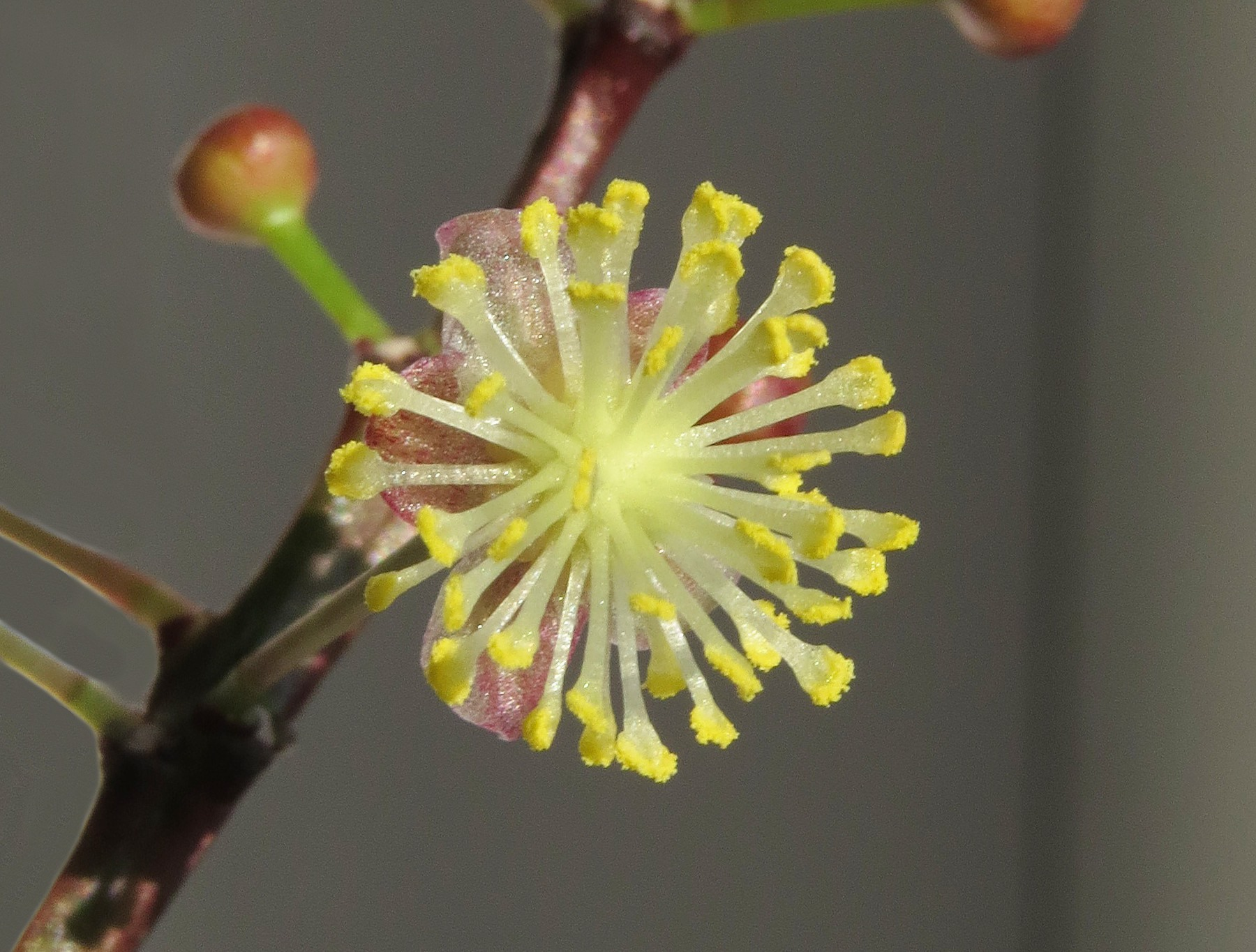
Kwiat trójskrzynu pstrego

Pozycja systematyczna według Angiosperm Phylogeny Website
Rodzaj trójskrzyn należy do plemienia Codiaeae, podrodziny Crotonoideae, rodziny wilczomleczowatych.
Wykaz gatunków
- Codiaeum affine Merr.
- Codiaeum bractiferum (Roxb.) Merr.
- Codiaeum ciliatum Merr.
- Codiaeum finisterrae Pax & K.Hoffm.
- Codiaeum hirsutum Merr.
- Codiaeum ludovicianum Airy Shaw
- Codiaeum luzonicum Merr.
- Codiaeum macgregorii Merr.
- Codiaeum megalanthum Merr.
- Codiaeum membranaceum S.Moore
- Codiaeum oligogynum McPherson
- Codiaeum palawanense Elmer
- Codiaeum peltatum (Labill.) P.S.Green
- Codiaeum stellingianum Warb.
- Codiaeum tenerifolium Airy Shaw
- Codiaeum trichocalyx Merr.
- Codiaeum variegatum (L.) Rumph. ex A.Juss. – trójskrzyn pstry, kodieum pstre, kroton

## Uprawa
Uprawiany w klimacie umiarkowanym jako roślina pokojowa jest jeden gatunek – trójskrzyn pstry znany w wielu odmianach. Odpowiednio pielęgnowany może osiągnąć wysokość nawet do 2 metrów. Rocznie pędy przyrastają około 20–25 cm. Potrzebuje dużo światła. Ubarwienie liści zależne jest od odmiany i warunków świetlnych – im więcej światła tym ubarwienie liści ma intensywniejszą barwę. Kroton dobrze znosi również bezpośrednie słoneczne światło (do 27 °C). Nie należy jednak wtedy zraszać rośliny wodą. Jeżeli zapewniona mu zostanie stała temperatura podczas zimy, roślina nie zgubi liści, przy czym należy pamiętać, że optymalna temperatura w tym okresie to 15 °C. Rośliny można podciąć na wiosnę, by wypuściły nowe pędy (by zatrzymać wycieki soków, miejsca ścięć zasypać należy sproszkowanym drzewnym węglem).
W okresie letnim roślinę podlewa się około 2, 3 razy w tygodniu używając letniej wody.